# Parornix scoticella
Parornix scoticella là một loài bướm đêm thuộc họ Gracillariidae. Loài này có ở khắp châu Âu.
Sải cánh dài khoảng 10 mm. Con trưởng thành bay vào tháng 5 và một lần nữa vào tháng 8 làm hai đợt in miền nam parts of the range và làm một đợt with adults in tháng 8 in the north.
Ấu trùng ăn Cotoneaster nebrodensis, Malus sylvestris, Sorbus aria, Sorbus aucuparia, Sorbus chamaemespilus, Sorbus intermedia và Sorbus torminalis. Chúng ăn lá nơi chúng làm tổ. The mine starts with a lower-surface epidermal corridor, but soon the larva starts feeding on the sponge parenchyma. The mine then becomes a flat lower-surface blotch. After leaving the mine, the larva lives freely under a folded leaf margin or in a fold at the underside of the leaf, in its centre, that is covered with silk.